# トレヴァー・ムーア
トレヴァー・ムーア（Trevor Moore、1980年4月4日 - 2021年8月6日）は、アメリカ合衆国の俳優、映画監督。

## 出演作品
- お願い!プレイメイト（タッカー）